# Boris Gryzlov
Boris Viatcheslavovitch Gryzlov (en russe : Борис Вячеславович Грызлов), né le 15 décembre 1950 à Vladivostok, est un homme politique russe, président de la Douma d'État de Russie de 2003 à 2011. 
Il est aussi, du novembre 2002 au 7 mai 2008, le président du parti Russie unie, principal soutien politique au président Vladimir Poutine.

## Biographie
Gryzlov sort diplômé de l'Institut d'électro-communication de Léningrad en 1973 et commence à travailler en tant qu'ingénieur en radio-télécommunication.
Sa carrière politique commence en 1999. Il est élu à la Douma en décembre 1999 sur la liste du parti Unité de Sergueï Choïgou. En janvier 2000, il devient président du groupe parlementaire d'Unité à la Douma. Gryzlov devient ministre de l'Intérieur du gouvernement de Mikhaïl Kassianov en mars 2001. Le nouveau ministre promet alors de lutter en priorité contre la corruption et contre le terrorisme. Il se trouve de facto chargé de restaurer l'ordre dans la république séparatiste de Tchétchénie. 
En novembre 2002, Gryzlov prend la présidence du nouveau parti Russie unie qui soutient la politique du président Poutine. Après la victoire de Russie unie aux législatives de décembre 2003, Gryzlov devient président de la Douma d'État.
Le 14 décembre 2011, il annonce qu'il renonce à briguer un troisième mandat de président de la Douma à la suite des élections législatives. Sergueï Narychkine lui succède.

## Sanctions
Il fait l'objet depuis le 26 juillet 2014 d'une interdiction de visa pour l'Union européenne dans le cadre des sanctions prises à l'encontre de la Russie dans la crise ukrainienne de 2013-2014.